# Кемерон Девлін
Кемерон Девлін (англ. Cameron Devlin, нар. 7 червня 1998, Сідней) — австралійський футболіст, півзахисник шотландського клубу «Гартс».
Виступав, зокрема, за клуби «Сідней», «Веллінгтон Фенікс Резерв» та «Веллінгтон Фенікс», а також національну збірну Австралії.

## Клубна кар'єра
У дорослому футболі дебютував 2018 року виступами за команду «Сідней», в якій провів один сезон, взявши участь у 7 матчах чемпіонату. 
Своєю грою за цю команду привернув увагу представників тренерського штабу клубу «та», до складу якого приєднався 2019 року. Відіграв за Відіграв за наступний сезон своєї ігрової кар'єри.
У 2019 році уклав контракт з клубом «Веллінгтон Фенікс», у складі якого провів наступні два роки своєї кар'єри гравця.  Більшість часу, проведеного у складі «Веллінгтон Фенікс», був основним гравцем команди.
Протягом 2021 року захищав кольори клубу «Ньюкасл Юнайтед Джетс».
До складу клубу «Гартс» приєднався 2021 року. Станом на 7 листопада 2022 року відіграв за команду з Единбурга 34 матчі в національному чемпіонаті.

## Виступи за збірні
У 2021 році захищав кольори олімпійської збірної Австралії. У складі цієї команди провів 1 матч. У складі збірної — учасник  футбольного турніру на Олімпійських іграх 2020 року у Токіо.
У 2022 році дебютував в офіційних матчах у складі національної збірної Австралії.
У складі збірної був учасником чемпіонату світу 2022 року у Катарі.

## Статистика виступів

### Статистика клубних виступів
| Сезон             | Команда                    | Чемпіонат         | Чемпіонат | Чемпіонат | Національний кубок | Національний кубок | Національний кубок | Континентальні кубки | Континентальні кубки | Континентальні кубки | Інші змагання | Інші змагання | Інші змагання | Усього | Усього | Усього |
| Сезон             | Команда                    | Ліга              | Ігор      | Голів     | Ліга               | Ігор               | Голів              | Ліга                 | Ігор                 | Голів                | Ліга          | Ігор          | Голів         | Ігор   | Голів  |        |
| ----------------- | -------------------------- | ----------------- | --------- | --------- | ------------------ | ------------------ | ------------------ | -------------------- | -------------------- | -------------------- | ------------- | ------------- | ------------- | ------ | ------ | ------ |
| 2018–19           | «Сідней»                   | ЧА                | 7         | 1         | КА                 | 1                  | 0                  | ACL                  | 1                    | 0                    |               | -             | -             | 9      | 1      |        |
| 2019–20           | «Веллінгтон Фенікс Резерв» | ЧНЗ               | 2         | 0         |                    | -                  | -                  |                      | -                    | -                    |               | -             | -             | 2      | 0      |        |
| 2019–20           | «Веллінгтон Фенікс»        | ЧА                | 21        | 0         | КА                 | 1                  | 1                  |                      | -                    | -                    |               | -             | -             | 22     | 1      |        |
| 2020–21           | «Веллінгтон Фенікс»        | ЧА                | 23        | 1         | КА                 | 0                  | 0                  |                      | -                    | -                    |               | -             | -             | 23     | 1      |        |
| Усього за кар'єру | Усього за кар'єру          | Усього за кар'єру | 53        | 2         |                    | 2                  | 1                  |                      | 1                    | 0                    |               | -             | -             | 56     | 3      |        |